# アソーカ・タノ
アソーカ・タノ（Ahsoka Tano）は、『スター・ウォーズ』シリーズの作品に登場する架空のキャラクター。
2008年公開の3DCGアニメーション映画『スター・ウォーズ/クローン・ウォーズ』で初めて登場し、以降アニメーション作品や各種スピンオフで登場したのち、ドラマ『マンダロリアン』で初めて実写として登場した。シャク・ティと同じ、惑星シリ出身のトグルータという種族の少女である。コードネームはフルクラム。
アニメーション作品での声はアシュリー・エクスタインが担当し、実写ドラマではロザリオ・ドーソンが演じる。日本語吹き替えはアニメ、実写とも伊藤静。

## 概要

### アニメーション
アソーカ・タノはジェダイ・マスター・プロ・クーンによってジェダイとしての素質を認められ、3歳の時にコルサントのジェダイ聖堂へと連れてこられた。そして、14歳の時にヨーダの意向でアナキン・スカイウォーカーのパダワンとなった。アナキンは当初アソーカを弟子と認めなかったが、クリストフシスの戦いで共に戦った事により、彼女が自分と同じ性格の持ち主であると知ると彼女を認め、以後行動を共にするようになる。
また、ジェダイになるきっかけを与えてくれたプロ・クーンも尊敬しており、彼の乗ったヴェネター級スター・デストロイヤー「トライアムファント」が独立星系連合の秘密兵器「マレヴォランス」によって撃破された際には、生存が絶望視されているにもかかわらず救出を熱望し、マスターと共に救助に向かっている。
クローン大戦ではコマンダーとしてアナキン率いるクローン・トルーパーの精鋭部隊「第501大隊」と共に戦った。アソーカは彼らと親しい関係になり、指揮官であるキャプテン・レックスとは上官と部下の関係だけでなく、親しい友人となる。アナキンのパダワンになった当初の彼女はレックスから礼儀作法などを学ぶ。
アソーカは数々の戦いを乗り越え多くの戦果を残したが、ジェダイこそが共和国を苦しめていると考えるようになった友人バリス・オフィーに罠にはめられジェダイ聖堂襲撃の犯人に仕立て上げられてしまう。バリスの工作は周到なもので、ジェダイ評議会は彼女の追放を宣告し、彼女を無実と信じたのはアナキンやレックスなどクローン大戦を通して親しい関係だった僅かな人物のみである。しかし、死刑判決を受ける直前で逮捕されたバリスが自白、冤罪を逃れることができた。評議会はアソーカにジェダイへ戻る機会を与え、さらにパダワンからナイトへ昇格させる話を持ち出す。彼女のマスターとしてアナキンから、また評議会を代表してプロ・クーンから謝罪の言葉を受けたものの、ジェダイ評議会の信を得られなかったことから、アソーカ自身も自分を信用できなくなり、評議会とアナキンから離れて自分自身について考えるためにアナキンの引き留めにも応じずジェダイ聖堂から去る。「エピソード3/シスの復讐」へとつながる未公開エピソードであり、2020年にファイナルシーズンとして公開された物語では、ジェダイ騎士団脱退後、17歳となったアソーカは、とある経緯から「マンダロア包囲戦」に参加し、そこでレックス率いる第501大隊と再会。ダース・モールを捕獲するため、かつての戦友たちとクローン大戦で最後となる共闘を果たす。
その後、レックスと共に死を装って帝国成立時に発された「オーダー66」の脅威から免れたアソーカは、レックスと共に逃亡生活を送った後に彼と別行動をとる。そして、ジェダイ壊滅後に元ジェダイとして反乱勢力に参加し、かつての師アナキンがフォースの暗黒面に堕ちたことを知らないまま、彼の所属する銀河帝国を相手に戦うことになる。
反乱者たちシーズン1ではフルクラムという偽名を使い活動していたが、最終話でエズラ達の前に名前と姿を現す。シーズン2第1話ではダース・ベイダーと感応し、彼がかつてのマスターであるアナキンと知り衝撃を受けて意識を失っている。その後、ベイダーの手によって戦力が激減したフェニックス反乱分子へ新たな戦力としてレックスと合流する。ダース・ベイダーとは幾度のフォースでの邂逅を経てシーズン2最終話では遂に再会する。戦闘中に一度は気絶させられるが、エズラを足止めするダース・ベイダーを背後から奇襲し彼の仮面に傷を付けてアナキンの素顔を垣間見る。一度はアナキンは死んだものとし彼の仇を取るとダース・ベイダーに宣言するが、実際にアナキンの素顔を見てしまい衝撃を受ける。その後はダース・ベイダーを足止めし、エズラ達を逃すために崩壊するシス寺院に残る。その後シーズン4で再登場し、ベイダーに斬られる直前に｢はざまの間｣から出てきたエズラに救出され、一命を取り留める。はざまの間でパルパティーンの攻撃を凌ぎ、エズラと別れる。

### 実写ドラマ

#### マンダロリアン
『マンダロリアン』シーズン2では、惑星コルヴァスで"マンダロリアン"(ディン・ジャリン)が連れてきたヨーダと同じ種族の幼児”ザ・チャイルド"と心を通じ合わせて「グローグー」が名前であることを知る。ディン・ジャリンと一緒に帝国の兵と戦い勝利する。ベスカー鋼の槍をディン・ジャリンに与え、グローグーの訓練のためにタイソン星のジェダイ聖堂に行くことを勧める。

#### ボバ・フェット/The Book of Boba Fett
『ボバ・フェット/The Book of Boba Fett』では、ルーク・スカイウォーカーによるジェダイの訓練中のグローグーに会いに来たディン・ジャリンに対し、修行の妨げとなると諭し帰らせる。

#### アソーカ
『アソーカ』では『反乱者たち』終盤にエズラと共に行方不明となったスローン大提督を帝国軍残党が捜索していることを知り、阻止しようと活動する。

## キャラクターの創造
『クローン・ウォーズ』の監督デイブ・フィローニはインタビューで、宮崎駿監督作品『もののけ姫』のヒロイン、サンからインスピレーションを得て作り上げたキャラクターで、アソーカのほほの模様は一番のお気に入りであるサンへのオマージュであると発言している。

## 性格
無鉄砲かつ生意気な性格で師であるアナキンとは正に似た者同士であり、命令違反も珍しくはない。アナキンと出会った当初は弟子と認められるために積極的に行動していたが、時にはそれが裏目に出ることがあった。ユーモアのセンスもあり、マスターを「スカぴょん（原文：Skyguy、邦訳小説：スカイ君）」、デストロイヤー・ドロイドを「玉転がし（原文：Rolling death ball）」と呼んでいる。また子供好きでもあり、誘拐された子供の面倒を良く見ていた。

## 能力
アソーカは年齢の割には非常に高いライトセーバーでの戦闘能力を有していた。彼女は戦闘の際に主流から外れたシエンの逆手持ちのスタイルで戦っていたが、後にマスターの強い勧めにしたがって通常の握り方に変えている。さらに『クローン・ウォーズ』シーズン3第10話からは大小二振りのライトセーバーを常に所持し、二刀流に変化する。
彼女のテクニックは素早い動きとフェイントの組み合わせであり、その戦法の極意は猛烈な勢いで戦いの場を縦横無尽に動き回ることで敵を疲弊させることにあった。
アソーカの戦闘能力の高さは、1人で3体のIG-100マグナガードを倒したことや、少なくとも一時的にアサージ・ヴェントレスやグリーヴァス将軍を相手に優位に立ったことでも示されている。その後、成長を遂げた彼女は、ジェダイ脱退後の17歳時点で、元シス卿・ダース・モールと一対一で戦い、彼に対して対等に戦えただけでなく、多くのジェダイ・マスターを苦るしめたモールを逮捕することに成功するほどの実力を見せた。
『反乱者たち』のシーズン2においても二刀流だが、ライトセーバーの握り方は逆手持ちに戻っている。ライトセーバーの色は白だが、これにはジェダイでもシスでもないという制作陣の意図がある。ケイナン、エズラ、ゼブの3人で歯が立たなかったブラザー・フィフスとシスター・セブンのコンビにアソーカは圧倒的優勢に戦闘を進めたことから、その高い戦闘力は健在と言える。
『マンダロリアン』のシーズン2第5話でも変わらず二刀流だが、ライトセーバーの握り方は順手持ちとなっている。しかしモーガン・エルスベスとの戦闘で片方のライトセーバーを破壊された際には、アナキンに弟子入りした当初と同じシエンの逆手持ちのスタイルで戦った。